# Донтосай
Донтосай (яп. どんと祭) — фестиваль ежегодно проводимый в различных городах Японии, в основном в префектуре Мияги.
Фестиваль Донтосай проходит в городе Сэндай уже 300 лет и является крупнейшим в префектуре Мияги.  Хадака-мацури в Сендае — одно из главных восьми таких шествий, ежегодно проходящих в Японии. Фестиваль начинается в храме Осаки Хатимангу. В день праздника главный священник храма разжигает большой костёр, в котором участники фестиваля сжигают новогодние сосновые украшения, куклы Дарума, старые предметы. Это действие производится с молитвой о здоровье, благополучии и избавлении от неудач в наступившем году.
От костра начинается шествие Хадака-мацури, участники которого, одеты лишь в набедренную повязку. Участники шествия, получив благословение,  выпивают глоток сакэ, бросают в костёр свои пояса и сандалии, а затем начинают шествие..
Во многих районах префектуры Мияги фестиваль проводится вечером 14 января, а в некоторых местах — в другие дни: 15 января — в храме Мориока Хатимангу в префектуре Иватэ и в храме Нисоне в префектуре Фукусима; 7 января — в городе Исиномаки в префектуре Мияги.